# Liga de Campeones de la OFC 2016
La Liga de Campeones de la OFC 2016 fue la decimoquinta edición del máximo torneo de fútbol a nivel de clubes de Oceanía. Fue la tercera edición que contó con 12 participantes y la cuarta en la que se disputó una fase preliminar entre los campeones de las Islas Cook, Samoa, Samoa Americana y Tonga. El Auckland City venció 3-0 en la final al Team Wellington y obtuvo su octavo título en la historia de la competición —sexto consecutivo—. Por ello, clasificó a la Copa Mundial de Clubes de la FIFA 2016.
Tuvo lugar entre el 9 y el 23 de abril en la ciudad neozelandesa de Auckland. Fue la segunda vez que alberga el torneo, ya que fue sede del Campeonato de Clubes de Oceanía 2006. En un principio Wellington iba a ser también una de las sedes, pero por cuestiones económicas se decidió disputar el campeonato en una sola ciudad.

## Equipos participantes
| País                               | Equipo                          | Vía de clasificación                                                                         |
| ---------------------------------- | ------------------------------- | -------------------------------------------------------------------------------------------- |
| Fiyi 2 cupos                       | Nadi Suva                       | Campeón de la Liga Nacional de Fiyi 2015 Subcampeón de la Liga Nacional de Fiyi 2015         |
| Nueva Caledonia 2 cupos            | Magenta Lössi                   | Campeón Superliga de Nueva Caledonia 2014 Subcampeón Superliga de Nueva Caledonia 2014       |
| Nueva Zelanda 2 cupos              | Auckland City Team Wellington   | Campeón ASB Premiership 2014/15 Segundo fase regular ASB Premiership 2014/15                 |
| Papúa Nueva Guinea 2 cupos         | Lae City Dwellers Hekari United | Campeón Telikom National League 2014/15 Primero fase regular Telikom National League 2014/15 |
| Islas Salomón 1 cupo               | Solomon Warriors                | Campeón Telekom S-League 2015/16                                                             |
| Tahití 1 cupo                      | Tefana                          | Campeón Primera División de Tahití 2015                                                      |
| Vanuatu 1 cupo                     | Amicale                         | Campeón Primera División de Vanuatu 2015                                                     |
| Islas Cook 1 cupo fase previa      | Tupapa Maraerenga               | Campeón Primera División de las Islas Cook 2014                                              |
| Samoa 1 cupo fase previa           | Kiwi                            | Campeón Liga Nacional de Samoa 2013/14                                                       |
| Samoa Americana 1 cupo fase previa | Utulei Youth                    | Campeón Liga de Fútbol FFAS 2014                                                             |
| Tonga 1 cupo fase previa           | Veitongo                        | Campeón Primera División de Tonga 2015                                                       |

## Fase preliminar
Se disputó entre el 26 y el 30 de enero de 2016 en Matavera, Islas Cook. El Kiwi clasificó a la fase de grupos.
- Los horarios de los partidos corresponden al huso horario de las Islas Cook (UTC-10):

| Pos. | Equipo                   | Pts. | PJ | G | E | P | GF | GC | Dif. | Clasificación  |
| ---- | ------------------------ | ---- | -- | - | - | - | -- | -- | ---- | -------------- |
| 1    | Kiwi                     | 9    | 3  | 3 | 0 | 0 | 15 | 4  | +11  | Fase de grupos |
| 2    | Tupapa Maraerenga (H, E) | 6    | 3  | 2 | 0 | 1 | 17 | 3  | +14  |                |
| 3    | Utulei Youth (E)         | 3    | 3  | 1 | 0 | 2 | 6  | 17 | −11  |                |
| 4    | Veitongo (E)             | 0    | 3  | 0 | 0 | 3 | 3  | 17 | −14  |                |

 Fuente: OFC
| 26 de enero de 2016, 14:30 | Utulei Youth            | 2:6 (1:3) | Kiwi                                                          | CIFA Academy, Matavera          |                                 |
|                            | Collins 8' · Tomasi 76' | Reporte   | Saofaiga 32' · Mosquera 34' (pen.) 40' 90+1' · Packer 75' 77' | Árbitro(s): Anna-Marie Keighley | Árbitro(s): Anna-Marie Keighley |

| 26 de enero de 2016, 17:00 | Veitongo | 0:7 (0:4) | Tupapa Maraerenga                                                              | CIFA Academy, Matavera     |                            |
|                            |          | Reporte   | Colligan 7' (pen.) 13' (pen.) 42' · Simiona 31' 70' · Samuela 60' · Tiro 90+1' | Árbitro(s): Averii Jacques | Árbitro(s): Averii Jacques |

| 28 de enero de 2016, 14:30 | Utulei Youth                        | 3:2 (2:1) | Veitongo                       | CIFA Academy, Matavera     |                            |
|                            | Kang 13' · Samuelu 34' · Siligi 84' | Reporte   | Polovili 39' · Uele 74' (pen.) | Árbitro(s): Robinson Banga | Árbitro(s): Robinson Banga |

| 28 de enero de 2016, 17:00 | Kiwi                        | 2:1 (1:0) | Tupapa Maraerenga | CIFA Academy, Matavera  |                         |
|                            | Saofaiga 38' · Mosquera 65' | Reporte   | Simiona 75'       | Árbitro(s): Nelson Sogo | Árbitro(s): Nelson Sogo |

| 30 de enero de 2016, 14:30 | Kiwi                                                        | 7:1 (2:1) | Veitongo     | CIFA Academy, Matavera          |                                 |
|                            | Mason 25' 68' 90+4' · Blackburn 31' 64' 90' · Sutcliffe 48' | Reporte   | Polovili 23' | Árbitro(s): Anna-Marie Keighley | Árbitro(s): Anna-Marie Keighley |

| 30 de enero de 2016, 17:00 | Tupapa Maraerenga                                                              | 9:1 (3:0) | Utulei Youth | CIFA Academy, Matavera     |                            |
|                            | Colligan 16' · Ruka 30' · Best 44' 57' 59' · Karika 74' 88' 90+5' · Harmon 90' | Reporte   | Siligi 62'   | Árbitro(s): Averii Jacques | Árbitro(s): Averii Jacques |

## Fase de grupos
- Los horarios de los partidos corresponden al huso horario de Nueva Zelanda (UTC+12):

### Grupo A
| Pos. | Equipo                | Pts. | PJ | G | E | P | GF | GC | Dif. | Clasificación |
| ---- | --------------------- | ---- | -- | - | - | - | -- | -- | ---- | ------------- |
| 1    | Auckland City (H)     | 9    | 3  | 3 | 0 | 0 | 9  | 2  | +7   | Semifinales   |
| 2    | Amicale (E)           | 6    | 3  | 2 | 0 | 1 | 7  | 3  | +4   |               |
| 3    | Solomon Warriors (E)  | 3    | 3  | 1 | 0 | 2 | 5  | 11 | −6   |               |
| 4    | Lae City Dwellers (E) | 0    | 3  | 0 | 0 | 3 | 5  | 10 | −5   |               |

 Fuente: OFC
| 10 de abril de 2016, 13:00 | Auckland City                        | 4:0 (0:0) | Solomon Warriors | North Harbour, Auckland  |                          |
|                            | Kim 54' · João Moreira 73' 85' 90+1' | Reporte   |                  | Árbitro(s): Salesh Chand | Árbitro(s): Salesh Chand |

| 10 de abril de 2016, 15:30 | Lae City Dwellers | 0:3 (0:2) | Amicale                        | North Harbour, Auckland  |                          |
|                            |                   | Reporte   | Dickinson 28' 37' · Nadaya 81' | Árbitro(s): Salesh Chand | Árbitro(s): Salesh Chand |

| 13 de abril de 2016, 13:00 | Amicale         | 3:0     | Solomon Warriors | North Harbour - Oval, Auckland |                          |
| | Bertacchi 90+2' | Reporte | Ifunaoa 52'      | Árbitro(s): Salesh Chand       | Árbitro(s): Salesh Chand |
| El resultado original fue 1-1. Como el Solomon Warriors alineó un jugador inelegible, el partido le fue dado como victoria por 3-0 al Amicale. |                 |         |                  |                                |                          |

| 13 de abril de 2016, 15:30 | Lae City Dwellers | 1:2 (0:0) | Auckland City              | North Harbour - Oval, Auckland |                            |
|                            | Gunemba 85'       | Reporte   | Kim 65' · João Moreira 89' | Árbitro(s): Médéric Lacour     | Árbitro(s): Médéric Lacour |

| 17 de abril de 2016, 13:30 | Solomon Warriors                                          | 5:4 (3:3) | Lae City Dwellers                                                  | North Harbour, Auckland    |                            |
|                            | Kaltack 7' · Nelson 43' (a.g.) · Donga 59' 87' · Tigi 77' | Reporte   | Gunemba 3' · Fakari 34' (a.g.) · Dabinyaba 66' · Foster 76' (pen.) | Árbitro(s): Médéric Lacour | Árbitro(s): Médéric Lacour |

| 17 de abril de 2016, 16:00 | Auckland City                                 | 3:1 (0:1) | Amicale       | North Harbour, Auckland    |                            |
|                            | White 71' · de Vries 90' · João Moreira 90+4' | Reporte   | Dickinson 24' | Árbitro(s): Averii Jacques | Árbitro(s): Averii Jacques |

### Grupo B
| Pos. | Equipo            | Pts. | PJ | G | E | P | GF | GC | Dif. | Clasificación |
| ---- | ----------------- | ---- | -- | - | - | - | -- | -- | ---- | ------------- |
| 1    | Team Wellington   | 9    | 3  | 3 | 0 | 0 | 8  | 1  | +7   | Semifinales   |
| 2    | Hekari United (E) | 6    | 3  | 2 | 0 | 1 | 8  | 5  | +3   |               |
| 3    | Suva (E)          | 3    | 3  | 1 | 0 | 2 | 3  | 6  | −3   |               |
| 4    | Lössi (E)         | 0    | 3  | 0 | 0 | 3 | 3  | 10 | −7   |               |

 Fuente: OFC
| 9 de abril de 2016, 13:00 | Team Wellington | 2:0 (0:0) | Suva | North Harbour, Auckland  |                          |
|                           | Harris 74' 81'  | Reporte   |      | Árbitro(s): Joel Hopkken | Árbitro(s): Joel Hopkken |

| 9 de abril de 2016, 15:30 | Lössi     | 1:5 (1:3) | Hekari United                                        | North Harbour, Auckland |                         |
|                           | Kauma 30' | Reporte   | Nawo 2' · Semmy 9' · Wama 38' · Feni 54' · Simon 72' | Árbitro(s): Nelson Sogo | Árbitro(s): Nelson Sogo |

| 12 de abril de 2016, 13:00 | Hekari United                   | 3:0 (2:0) | Suva | North Harbour - Oval, Auckland |                            |
|                            | Feni 16' · Semmy 31' · Nawo 79' | Reporte   |      | Árbitro(s): Robinson Banga     | Árbitro(s): Robinson Banga |

| 12 de abril de 2016, 15:30 | Lössi    | 1:2 (1:0) | Team Wellington          | North Harbour - Oval, Auckland |                            |
|                            | Ouka 42' | Reporte   | Jackson 48' · Barcia 64' | Árbitro(s): Averii Jacques     | Árbitro(s): Averii Jacques |

| 16 de abril de 2016, 13:00 | Suva                                                | 3:1 (2:0) | Lössi        | North Harbour, Auckland |                         |
|                            | Wahnyamalla 9' (a.g.) · Hughes 19' · Matarerega 47' | Reporte   | Mandaoue 68' | Árbitro(s): Nelson Sogo | Árbitro(s): Nelson Sogo |

| 16 de abril de 2016, 15:30 | Team Wellington                                | 4:0 (2:0) | Hekari United | North Harbour, Auckland |  |
|                            | Robertson 21' 37' · Jackson 55' · Corrales 67' | Reporte   |               |                         |  |

### Grupo C
| Pos. | Equipo     | Pts. | PJ | G | E | P | GF | GC | Dif. | Clasificación |
| ---- | ---------- | ---- | -- | - | - | - | -- | -- | ---- | ------------- |
| 1    | Magenta    | 9    | 3  | 3 | 0 | 0 | 9  | 2  | +7   | Semifinales   |
| 2    | Tefana (E) | 6    | 3  | 2 | 0 | 1 | 15 | 5  | +10  |               |
| 3    | Nadi (E)   | 3    | 3  | 1 | 0 | 2 | 5  | 12 | −7   |               |
| 4    | Kiwi (E)   | 0    | 3  | 0 | 0 | 3 | 3  | 13 | −10  |               |

 Fuente: OFC
| 8 de abril de 2016, 13:00 | Nadi             | 1:6 (0:2) | Tefana                                                            | North Harbour, Auckland         |                                 |
|                           | Roche 63' (a.g.) | Reporte   | Tinorua 21' · Atani 30' · Keck 48' 57' · Tevaerai 66' · Lucas 78' | Árbitro(s): Campbell-Kirk Waugh | Árbitro(s): Campbell-Kirk Waugh |

| 8 de abril de 2016, 15:30 | Kiwi | 0:2 (0:1) | Magenta                   | North Harbour, Auckland |                       |
|                           |      | Reporte   | Sansot 24' · Nicholls 70' | Árbitro(s): Amos Anio   | Árbitro(s): Amos Anio |

| 11 de abril de 2016, 13:00 | Magenta                                       | 4:2 (3:1) | Tefana                    | North Harbour - Oval, Auckland  |                                 |
|                            | Wajoka 5' · Bearune 26' 28' (pen.) 86' (pen.) | Reporte   | Tevaerai 18' · Tiatia 47' | Árbitro(s): Campbell Kirk-Waugh | Árbitro(s): Campbell Kirk-Waugh |

| 11 de abril de 2016, 15:30 | Kiwi                          | 3:4 (3:1) | Nadi                    | North Harbour - Oval, Auckland |                         |
|                            | Saofaiga 2' 21' · Scanlan 10' | Reporte   | Khem 8' 87' 90+6' 90+8' | Árbitro(s): George Time        | Árbitro(s): George Time |

| 15 de abril de 2016, 13:00 | Tefana                                                                              | 7:0 (3:0) | Kiwi | North Harbour, Auckland |                       |
|                            | A. Tehau 31' 45' · Tiatia 42' · Tinorua 52' · Atani 60' · Chong Hue 64' · Lucas 68' | Reporte   |      | Árbitro(s): Amos Anio   | Árbitro(s): Amos Anio |

| 15 de abril de 2016, 15:30 | Nadi | 0:3 (0:2) | Magenta                                    | North Harbour, Auckland  |                          |
|                            |      | Reporte   | Jelewed 21' · Nicholls 39' · Dokunengo 58' | Árbitro(s): Joel Hopkken | Árbitro(s): Joel Hopkken |

### Mejor segundo
| Pos. | Grp. | Equipo            | Pts. | PJ | G | E | P | GF | GC | Dif. | Clasificación |
| ---- | ---- | ----------------- | ---- | -- | - | - | - | -- | -- | ---- | ------------- |
| 1    | C    | Tefana            | 6    | 3  | 2 | 0 | 1 | 15 | 5  | +10  | Semifinales   |
| 2    | A    | Amicale (E)       | 6    | 3  | 2 | 0 | 1 | 7  | 3  | +4   |               |
| 3    | B    | Hekari United (E) | 6    | 3  | 2 | 0 | 1 | 8  | 5  | +3   |               |

 Fuente: OFC

## Fase final
|  | Semifinales                   | Semifinales     | Semifinales              |                 |                          | Final         | Final | Final |  |
|  |                               |                 |                          |                 |                          |               |       |       |  |
|  |                               |                 |                          |                 |                          |               |       |       |  |
|  | Bandera de Nueva Zelanda      | Auckland City   | 4                        |                 |                          |               |       |       |  |
|  | Bandera de Nueva Zelanda      | Auckland City   | 4                        |                 |                          |               |       |       |  |
|  | Bandera de Polinesia Francesa | Tefana          | 2                        |                 |                          |               |       |       |  |
|  | Bandera de Polinesia Francesa | Tefana          | 2                        |                 | Bandera de Nueva Zelanda | Auckland City | 3     |       |  |
|  |                               |                 |                          |                 | Bandera de Nueva Zelanda | Auckland City | 3     |       |  |
|  |                               |                 | Bandera de Nueva Zelanda | Team Wellington | 0                        |               |       |       |  |
|  | Bandera de Nueva Zelanda      | Team Wellington | Bandera de Nueva Zelanda | Team Wellington | 0                        | 2             |       |       |  |
|  | Bandera de Nueva Zelanda      | Team Wellington |                          |                 |                          | 2             |       |       |  |
|  | Bandera de Nueva Caledonia    | Magenta         | 0                        |                 |                          |               |       |       |  |
|  | Bandera de Nueva Caledonia    | Magenta         | 0                        |                 |                          |               |       |       |  |
|  |                               |                 |                          |                 |                          |               |       |       |  |

### Semifinales
| 20 de abril de 2016, 12:00 | Auckland City                    | 4:2 (4:1) | Tefana                       | North Harbour, Auckland  |                          |
|                            | Lea'alafa 6' 22' · Lewis 24' 44' | Reporte   | Keck 9' · Tinorua 85' (pen.) | Árbitro(s): Salesh Chand | Árbitro(s): Salesh Chand |

| 20 de abril de 2016, 15:30 | Team Wellington        | 2:0 (0:0) | Magenta | North Harbour, Auckland   |                           |
|                            | Jackson 74' (pen.) 76' | Reporte   |         | Árbitro(s): Kader Zitouni | Árbitro(s): Kader Zitouni |

### Final
| 23 de abril de 2016, 14:05 | Auckland City                | 3:0 (1:0) | Team Wellington | North Harbour, Auckland    |                            |
|                            | Lea'alafa 2' 84' · Lewis 67' | Reporte   |                 | Árbitro(s): Averii Jacques | Árbitro(s): Averii Jacques |

| Bandera de Nueva Zelanda         |
| Campeón Auckland City 8.º título |

## Estadísticas

### Goleadores
| Jugador         | Equipo          | Goles |
| --------------- | --------------- | ----- |
| João Moreira    | Auckland City   | 5     |
| Tom Jackson     | Team Wellington | 4     |
| Anish Khem      | Nadi            | 4     |
| Micah Lea'alafa | Auckland City   | 4     |
| Georges Bearune | Magenta         | 3     |
| Adam Dickinson  | Amicale         | 3     |
| Tauhiti Keck    | Tefana          | 3     |
| Clayton Lewis   | Auckland City   | 3     |
| Temarii Tinorua | Tefana          | 3     |

### Tabla acumulada
| Equipo | Equipo            | Pts | PJ | PG | PE | PP | GF | GC | Dif | Rend  |
| ------ | ----------------- | --- | -- | -- | -- | -- | -- | -- | --- | ----- |
| 1      | Auckland City     | 15  | 5  | 5  | 0  | 0  | 16 | 3  | 13  | 100%  |
| 2      | Team Wellington   | 12  | 5  | 4  | 0  | 1  | 10 | 4  | 6   | 80%   |
| 3      | Magenta           | 9   | 4  | 3  | 0  | 1  | 9  | 4  | 5   | 75%   |
| 4      | Tefana            | 6   | 4  | 2  | 0  | 2  | 17 | 9  | 8   | 50%   |
| 5      | Amicale           | 6   | 3  | 2  | 0  | 1  | 7  | 3  | 4   | 66,6% |
| 6      | Hekari United     | 6   | 3  | 2  | 0  | 1  | 8  | 5  | 3   | 66,6% |
| 7      | Suva              | 3   | 3  | 1  | 0  | 2  | 3  | 6  | -3  | 33,3% |
| 8      | Solomon Warriors  | 3   | 3  | 1  | 0  | 2  | 5  | 11 | -6  | 33,3% |
| 9      | Nadi              | 3   | 3  | 1  | 0  | 2  | 5  | 12 | -7  | 33,3% |
| 10     | Lae City Dwellers | 0   | 3  | 0  | 0  | 3  | 5  | 10 | -5  | 0%    |
| 11     | Lössi             | 0   | 3  | 0  | 0  | 3  | 3  | 10 | -7  | 0%    |
| 12     | Kiwi              | 0   | 3  | 0  | 0  | 3  | 3  | 13 | -13 | 0%    |